# 马其顿人
马其顿人（羅馬化：Makedonci），也称马其顿斯拉夫人，指的是主要居住在北马其顿的一支南斯拉夫人。有觀點認為馬其頓人和保加利亞人實際上是同一民族。马其顿人以马其顿语为母语，总人口在200万到250万之间。其中三分之二生活在北马其顿，但在其他国家也有分布，其中以塞尔维亚、保加利亚、阿尔巴尼亚、希腊、美国、加拿大、澳大利亚、德国、瑞士、意大利较多。保加利亞不承認其國內的馬其頓人是單獨民族，將其視為保加利亞人的一部分。
现代的马其顿人，实际上是公元6世纪、7世纪定居于巴尔干半岛的斯拉夫人的一支，与上古的马其顿王国无关。马其顿人在征服当地原始部落并同化后，曾先后被拜占庭、保加利亚、土耳其统治，后被塞尔维亚统治。在南斯拉夫时期，铁托将此地区从塞尔维亚划出成立马其顿共和国，才有了马其顿人这一现代名称。

## 馬其頓名人

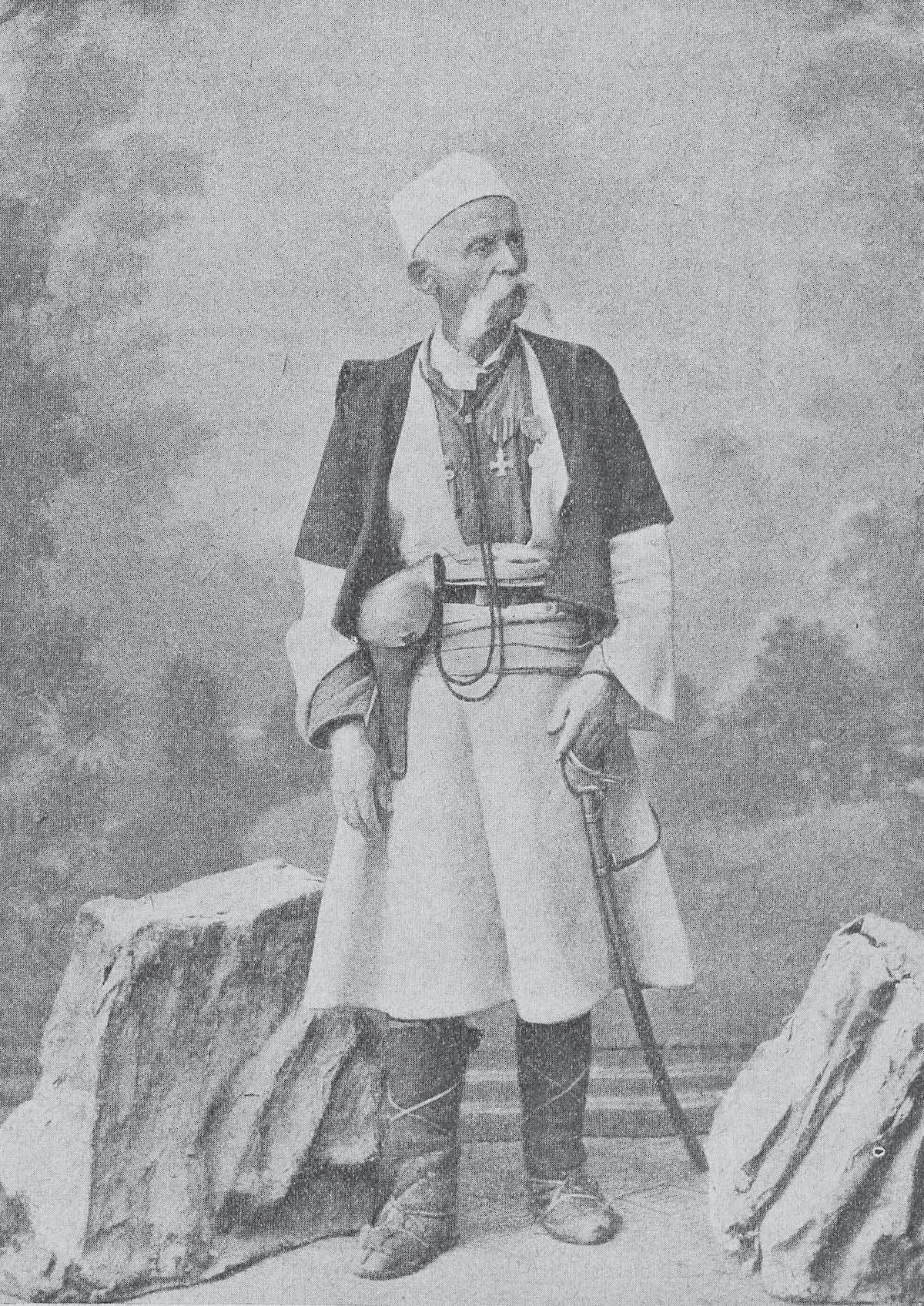
Gjorgjija Pulevski
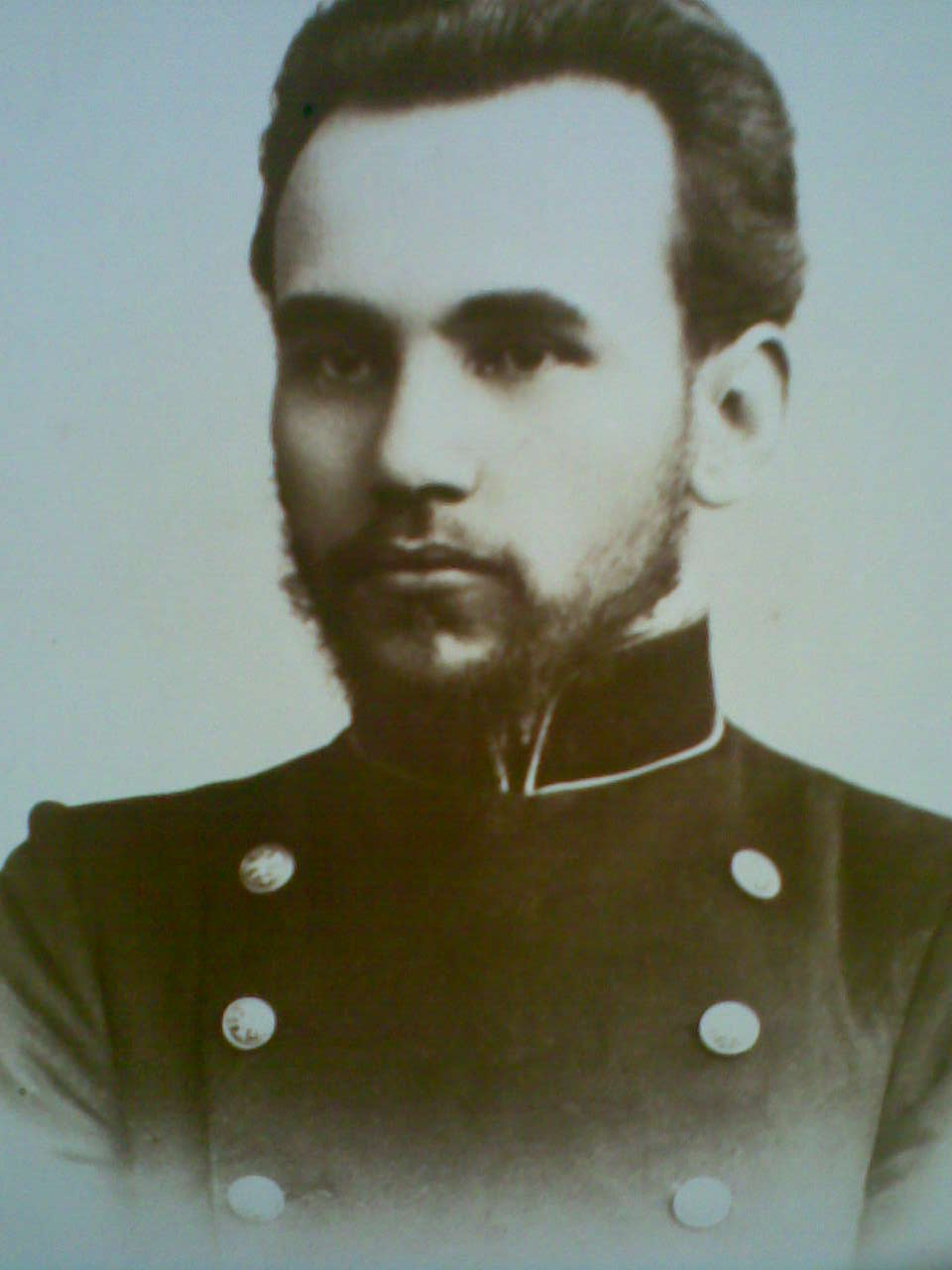
Dimitrija Čupovski
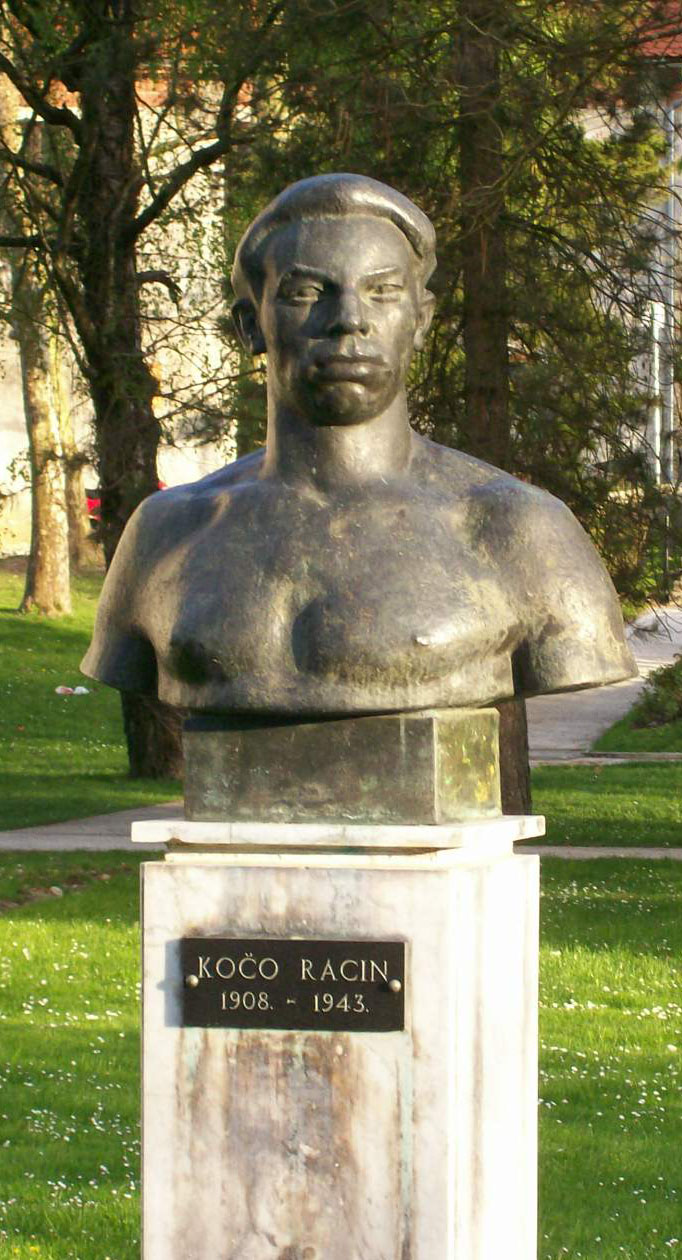
Kočo Racin
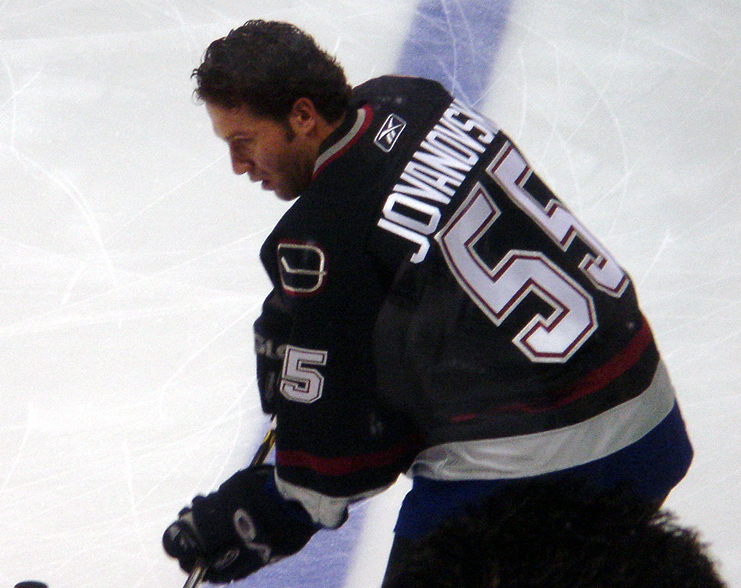
埃德·约万诺夫斯基
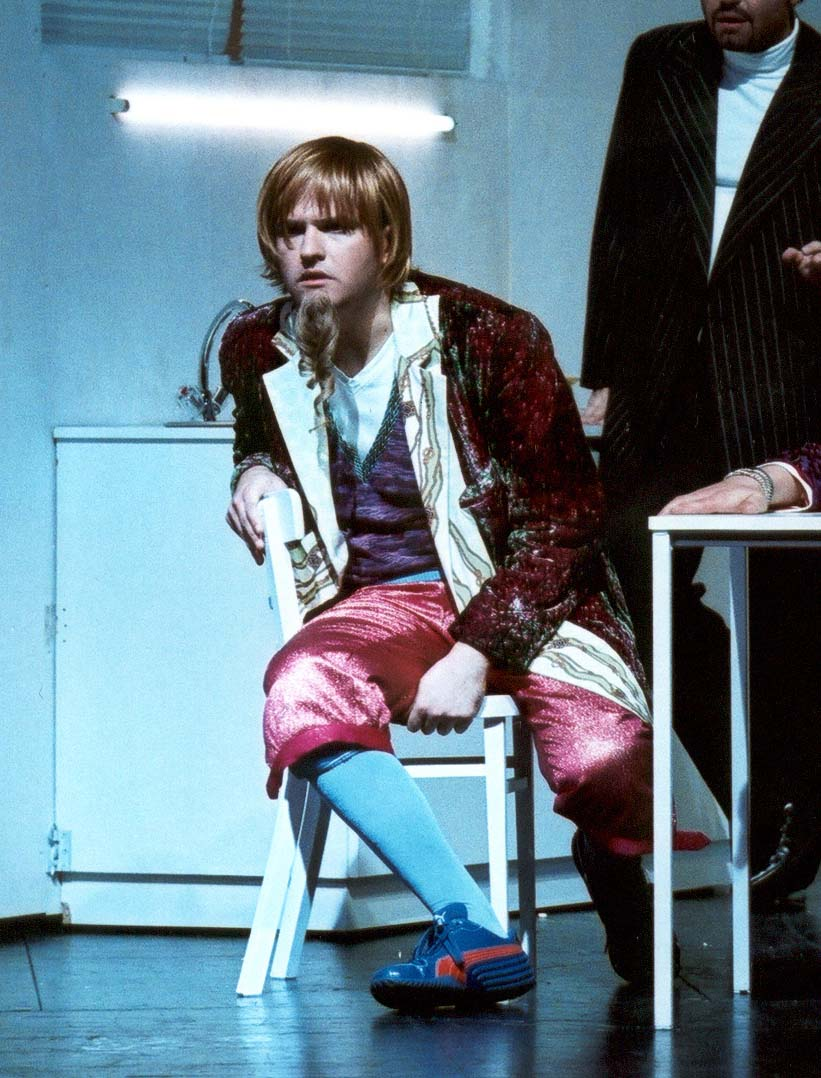
Blagoj Nacoski
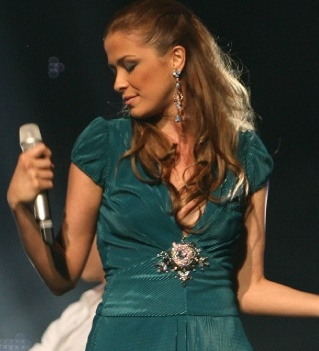
Karolina Gočeva
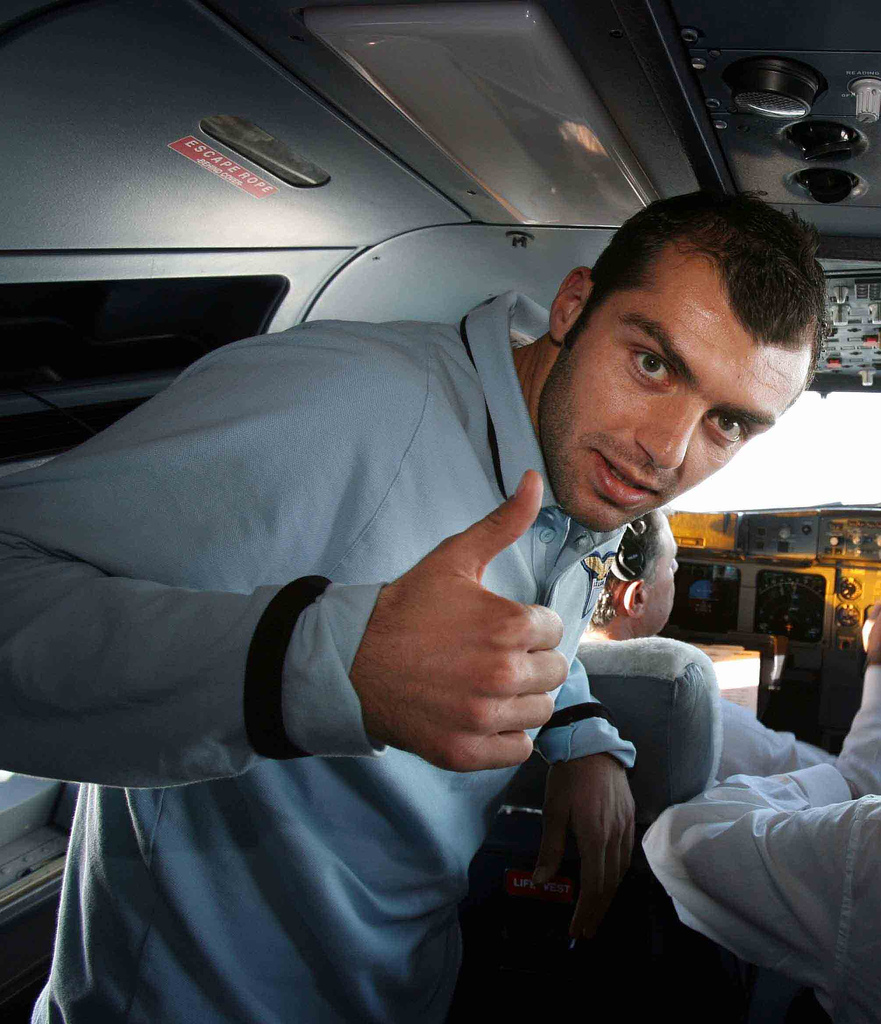
戈兰·潘德夫
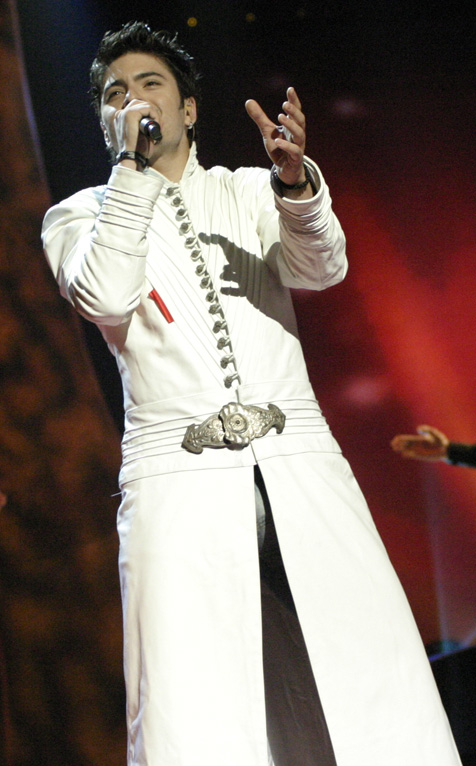
Toše Proeski
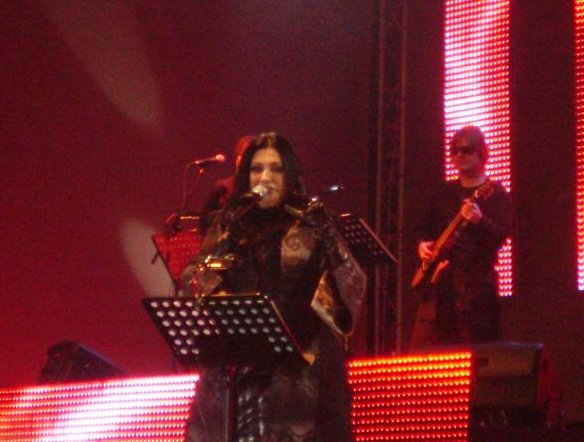
Kaliopi
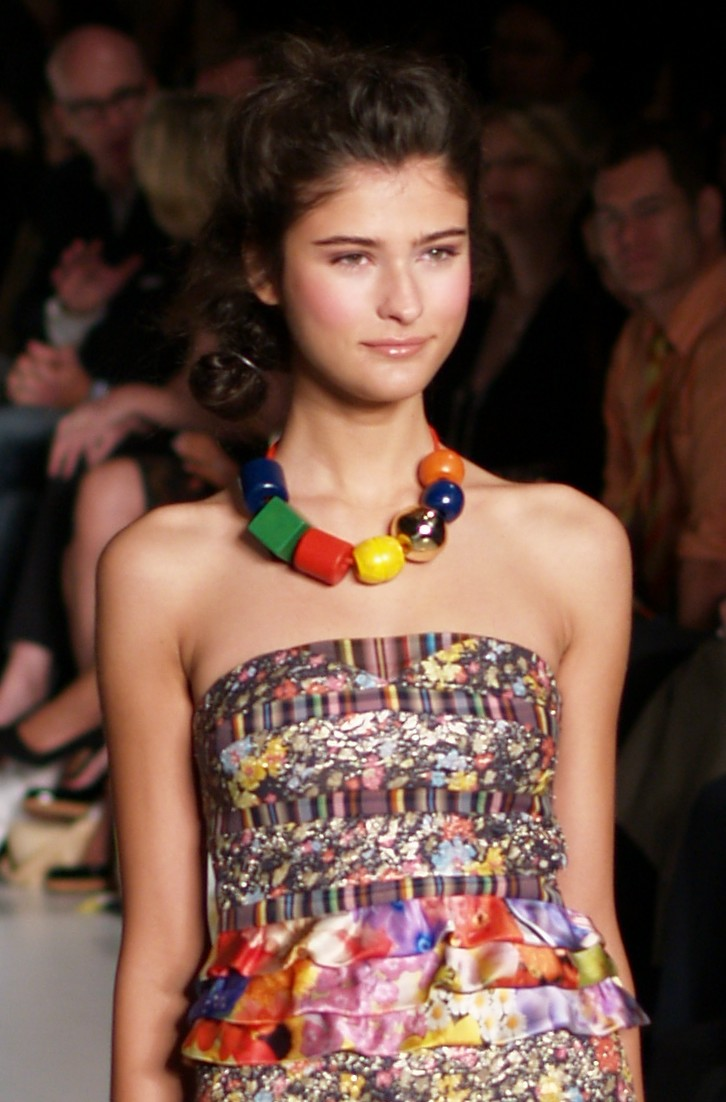
Katarina Ivanovska